# Fuentes de Jiloca
Fuentes de Jiloca es un municipio de España, en la provincia de Zaragoza, comunidad autónoma de Aragón. Tiene un área de 27,35 km² con una población de 269 habitantes (INE 2016) y una densidad de 9,83 hab/km².

## Geografía

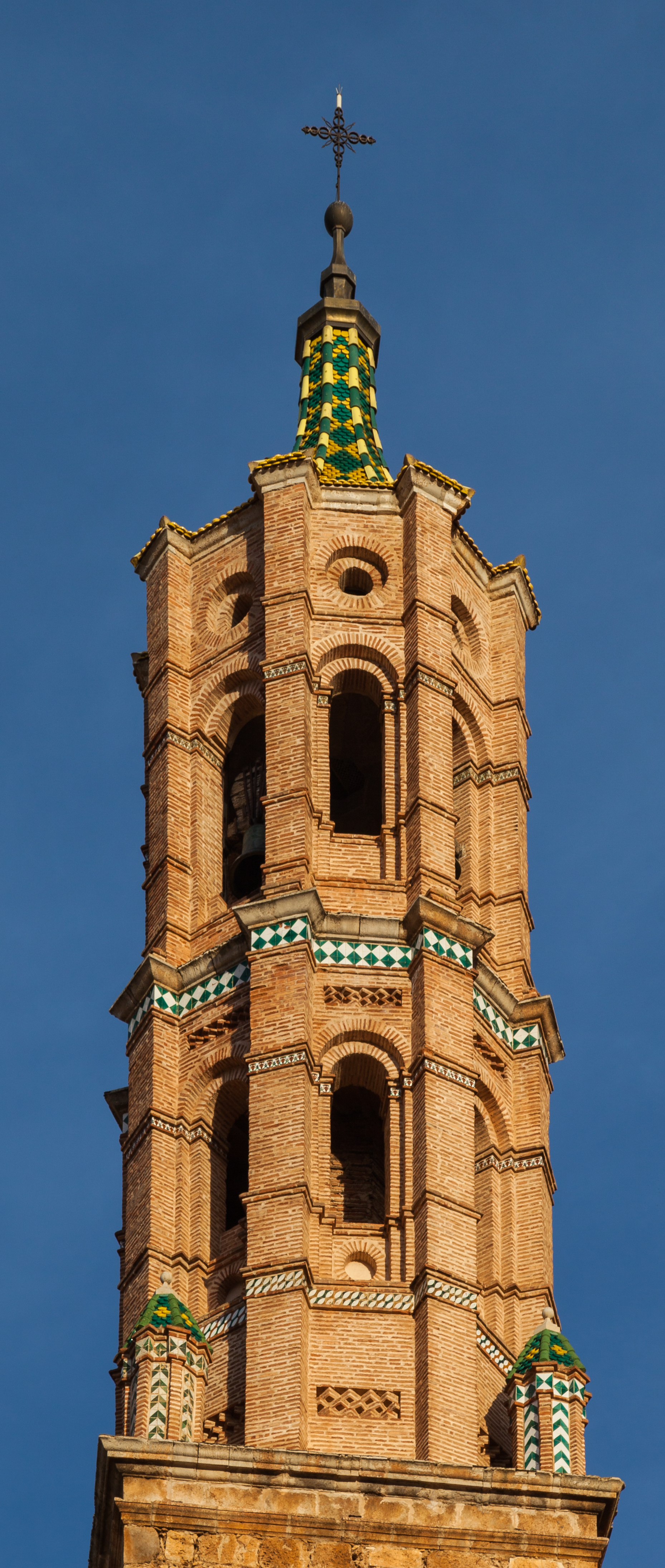
Campanario de la iglesia de la Asunción

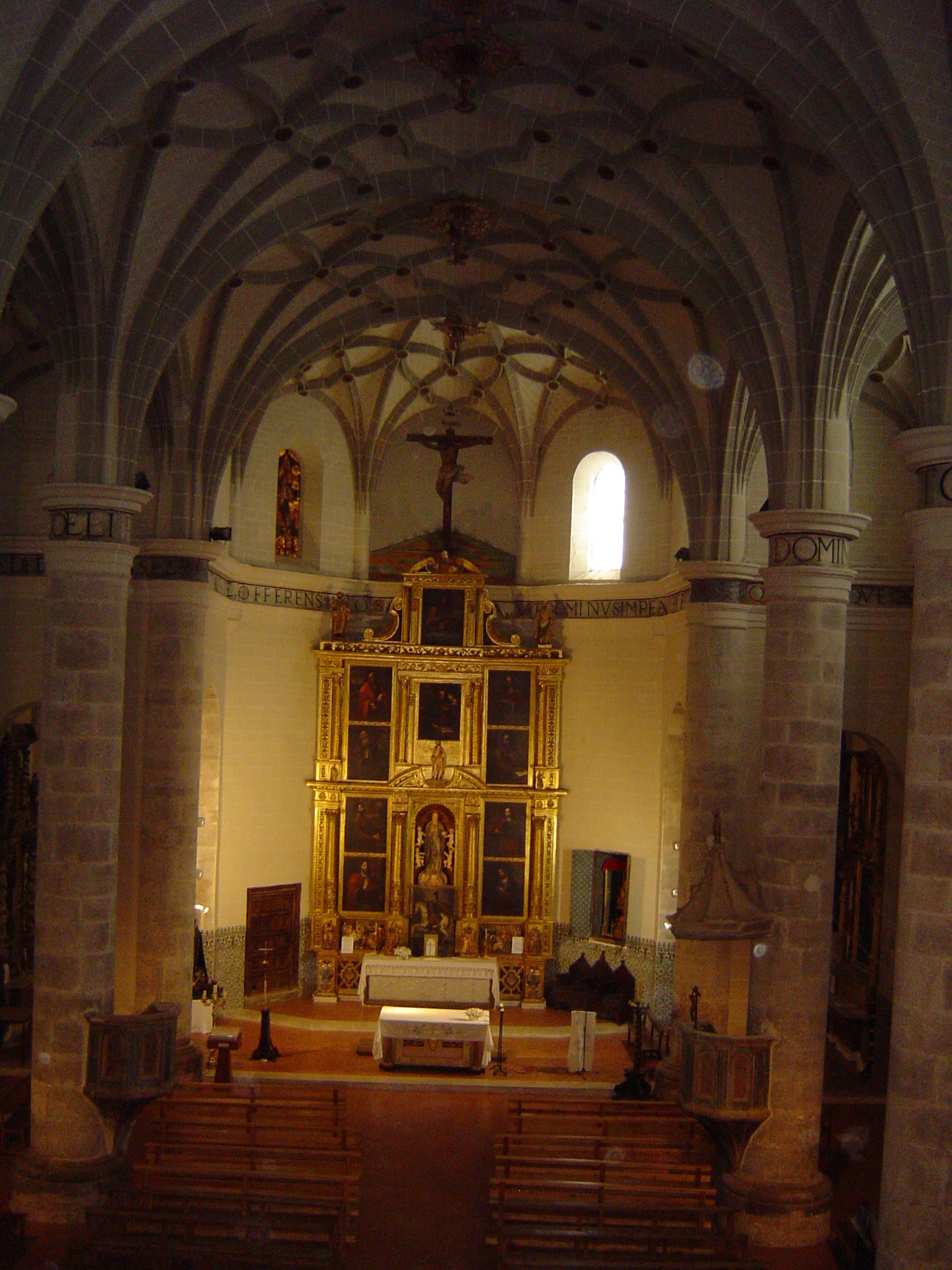
Iglesia parroquial, vista de la nave principal desde la tribuna del coro

Integrado en la comarca de Comunidad de Calatayud, se sitúa a 95 kilómetros de Zaragoza. El término municipal está atravesado por la carretera nacional N-234, entre los pK 239 y 243. 
El relieve del municipio está definido por tres zonas diferenciadas. Por el este se encuentra un altiplano del Sistema Ibérico, mientras que por la zona central se extiende el escarpado valle del río Jiloca, limitado por el oeste por la sierra de Atea. La altitud oscila entre los 950 metros en el altiplano oriental y los 620 metros a orillas del río Jiloca. El pueblo se alza a 705 metros sobre el nivel del mar.
| Noroeste: Morata de Jiloca | Norte: Mara | Nordeste: Miedes de Aragón |
| Oeste: Alarba              |             | Este: Montón               |
| Suroeste: Acered           | Sur: Montón | Sureste: Montón            |

## Demografía

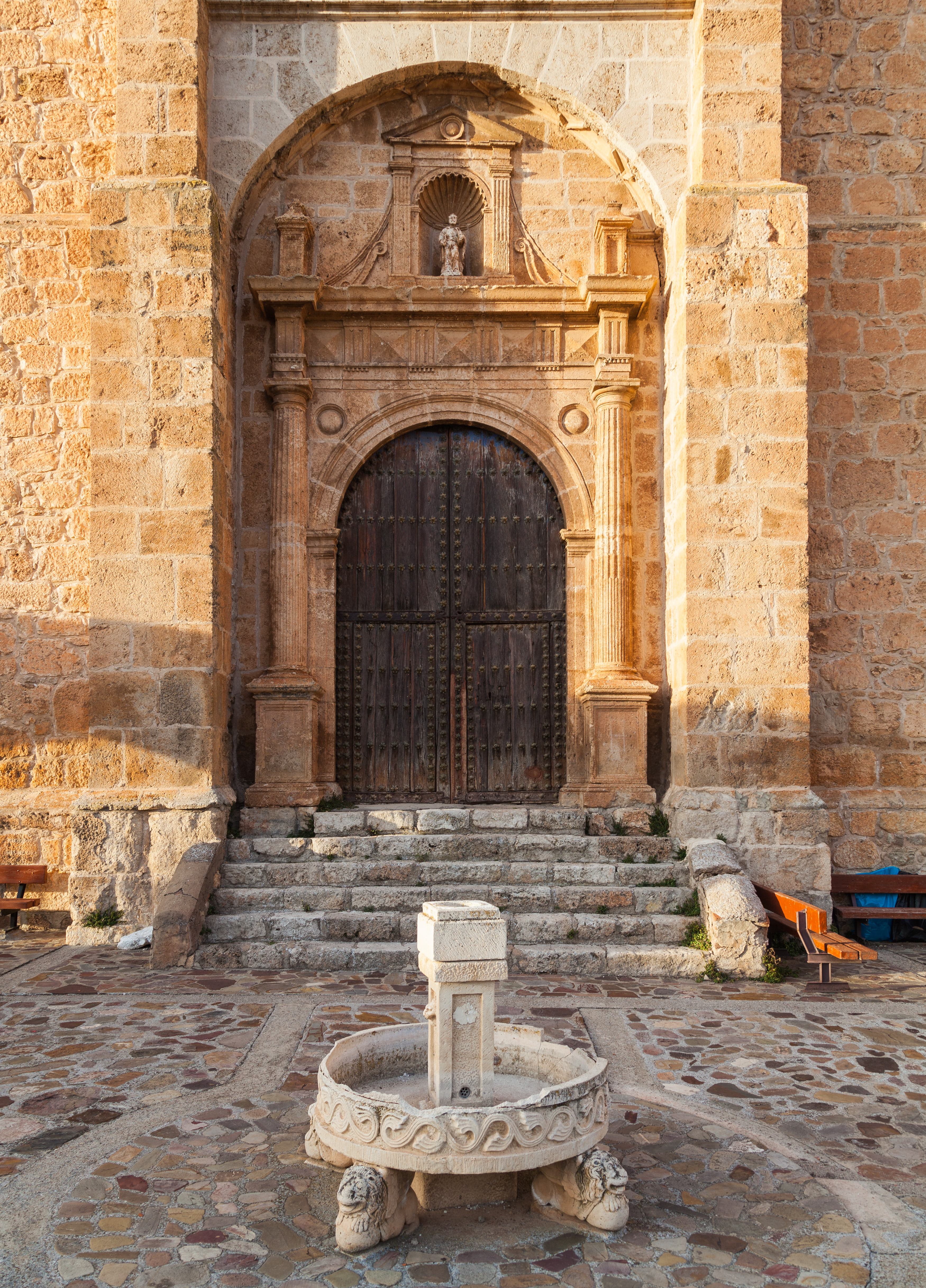
Fuente frente a la iglesia

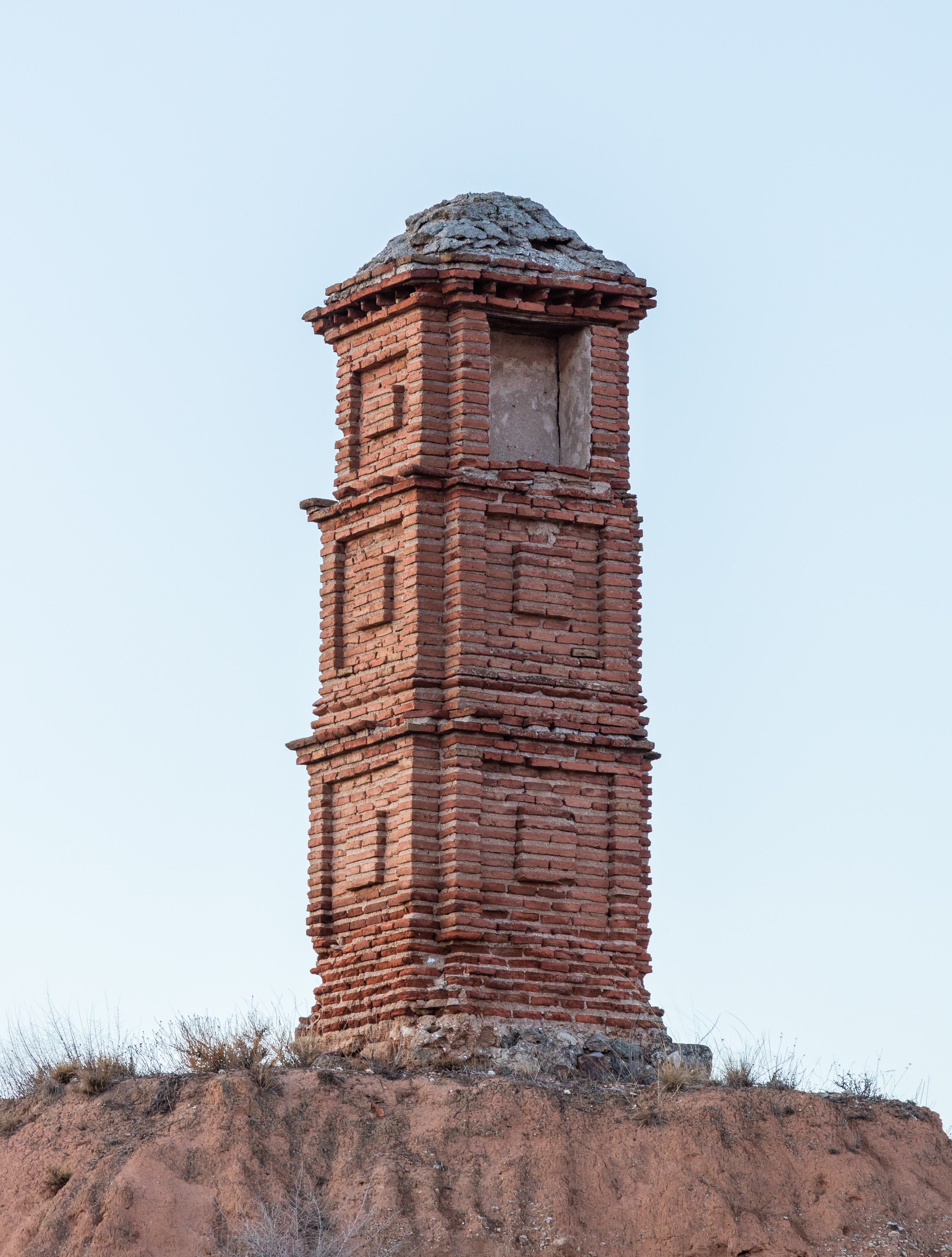
Peirón de San Vicente

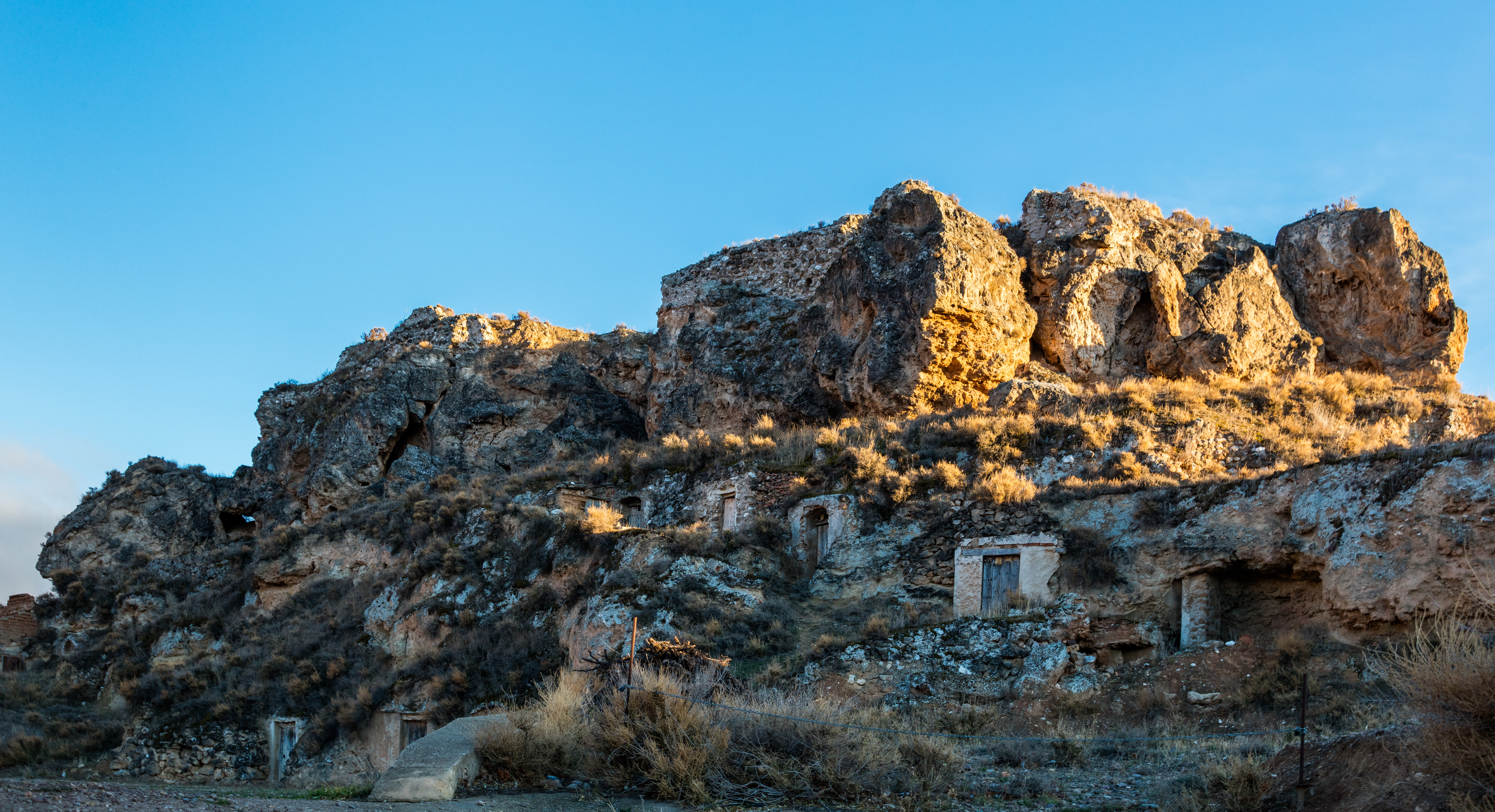
Restos del castillo

Fuentes de Jiloca cuenta con una población de 209 habitantes (INE 2024).
| Gráfica de evolución demográfica de Fuentes de Jiloca entre 1842 y 2021                                             |
| |
| Población de derecho según los censos de población del INE Población de hecho según los censos de población del INE |

## Administración y política
| Período   | Alcalde                      | Partido |  |
| --------- | ---------------------------- | ------- |  |
| 1979-1983 | Ángel Franco Aguilar         | UCD     |  |
| 1983-1987 |                              |         |  |
| 1987-1991 |                              |         |  |
| 1991-1995 |                              |         |  |
| 1995-1999 |                              |         |  |
| 1999-2003 |                              |         |  |
| 2003-2007 |                              |         |  |
| 2007-2011 |                              |         |  |
| 2011-2015 | José Antonio Yagüe Carrascón | PP      |  |
| 2015-2019 | José Antonio Yagüe Carrascón | PP      |  |
| 2023-2027 | Rosana Perruca Remartinez    | PP      |  |

| Partido político    | Partido político                                   | 2003   | 2007   | 2011   | 2015   | 2019   | 2023   |
| Partido político    | Partido político                                   | Ediles | Ediles | Ediles | Ediles | Ediles | Ediles |
|                     | Partido Popular de Aragón (PP)                     | 6      | 2      | 3      | 4      | 5      | 3      |
|                     | Partido Aragonés (PAR)                             | —      | 2      | 2      | 1      | 0      | 2      |
|                     | Partido de los Socialistas de Aragón (PSOE-Aragón) | 1      | 3      | 2      | 0      | 0      | 0      |
|                     | Chunta Aragonesista (CHA)                          | —      | —      | 0      | 0      | —      | —      |
| Total de concejales | Total de concejales                                | 7      | 7      | 7      | 7      | 5      | 5      |